# Aida Ndoci

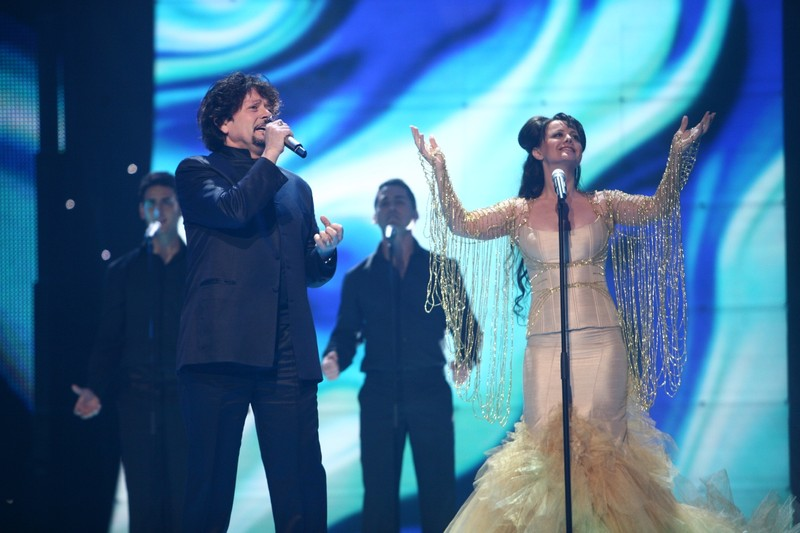
Frederik en Aida Ndoci

Aida Ndoci is een Albanees zangeres.
In 2006 nam ze samen met haar man Frederik Ndoci deel aan de 45ste editie van het Festivali i këngës met het lied Balada e Gurrit (Ballad of Stone). Sinds 2003 is het festival een voorronde van het Eurovisiesongfestival en Frederik en Aida vertegenwoordigden Albanië dan ook op het Eurovisiesongfestival 2007 in Helsinki. Daar strandden zij in de halve finale op de 17e plaats.